# Liliane Gaschet
Liliane Gaschet (ur. 16 marca 1962 w Fort-de-France) – francuska lekkoatletka, sprinterka, medalistka mistrzostw Europy, olimpijka.

## Kariera sportowa
Zajęła 5. miejsce w sztafecie 4 × 100 metrów oraz odpadła w półfinale biegu na 200 metrów na mistrzostwach Europy juniorów w 1979 w Bydgoszczy. Jako reprezentantka Martyniki zdobyła brązowy medal w biegu na 200 metrów na CARIFTA Games w 1981 w Nassau.
Zdobyła brązowy medal w sztafecie 4 × 100 metrów (która biegła w składzie: Laurence Bily, Marie-Christine Cazier, Rose-Aimée Bacoul i Gaschet) oraz zajęła 7. miejsce w finale biegu na 200 metrów na mistrzostwach Europy w 1982 w Atenach. Na mistrzostwach świata w 1983 w Helsinkach zajęła 7. miejsce w sztafecie 4 × 100 metrów i odpadła w półfinale nbiegu na 200 metrów. Zwyciężyła w sztafecie 4 × 100 metrów (w składzie: Bacoul, Marie-France Loval, Cazier i Gaschet) oraz zdobyła srebrne medale w biegu na 200 metrów (przegrywając tylko z Bacoul) i w sztafecie 4 × 400 metrów (w składzie: Gaschet, Viviane Couédriau, Raymonde Naigre i Nathalie Thoumas).
Na igrzyskach olimpijskich w 1984 w Los Angeles zajęła 4. miejsce w sztafecie 4 × 100 metrów, 8. miejsce w biegu na 200 metrów i odpadła w półfinale biegu na 100 metrów.
Liliane Gaschet była mistrzynią Francji w biegu na 200 metrów w 1984, wicemistrzynią w tej konkurencji w 1983 oraz w biegu na 100 metrów w 1984, a także brązową medalistką w biegu na 200 metrów w 1982 i w biegu  na 100 metrów w 1983. W hali była mistrzynią Francji w biegu na 200 metrów w 1983 oraz wicemistrzynią w biegu na 60 metrów i biegu na 200 metrów w 1984.
Była rekordzistką Francji w sztafecie 4 × 100 metrów dz czasem 42,68 s, uzyskanym 11 września 1982 w Atenach W 1982 ustanowiła również rekord Francji w sztafecie 4 × 200 metrów wynikiem 1:32,17.

## Rekordy życiowe
Liliane Gaschet miała następujące rekordy życiowe:
- bieg na 100 metrów – 11,31 s (23 marca 1984, Fort-de-France)
- bieg na 200 metrów – 22,73 s (9 sierpnia 1984, Los Angeles)